# Ranger 9
Ranger 9 est une sonde lunaire du programme Ranger lancée en 1965 par la NASA. Son but est de suivre une trajectoire d'impact vers la Lune et de transmettre des photographies à haute résolution durant les dernières minutes de vol jusqu'à l'impact. La sonde transporte six caméras de télévision Vidicon de RCA, deux caméras à balayage complet à grand angle (canal F, caméras A et B) et quatre caméras à balayage partiel à angle étroit (canal P), pour accomplir ses objectifs. Les caméras sont réparties sur deux canaux distincts, chacun autonome et avec des alimentations électriques, des minuteries et des transmetteurs distincts, afin d'assurer une plus grande fiabilité et probabilité d'obtenir des images vidéo de haute qualité. Ces images sont diffusées en direct à la télévision à des millions de spectateurs à travers les États-Unis. Aucune autre expérience n'est réalisée par la sonde lunaire.

## Description du véhicule spatial
La sonde Ranger 9 est la quatrième sonde lunaire, de quatre, de phase 3 (Block III) mais la deuxième sonde qui est stérilisée pour éviter de contaminer la surface lunaire. La sonde est composée d'un cadre de base hexagonal en aluminium de 1,5 m de diamètre sur lequel sont montées les unités de propulsion et de puissance, surmonté d'une tour tronconique qui porte les caméras de télévision. Deux ailes de panneaux solaires, chacune de 73,9 cm de large sur 153,7 cm de long, et de 4,6 mètres d'envergure, et une antenne parabolique orientable et à gain élevé est fixée par des charnières sur l'un des coins de la base à distance des panneaux solaires. Une antenne cylindrique quasi-omnidirectionnelle est montée au-dessus de la tour tronconique. La hauteur totale de la sonde lunaire est de 3,6 mètres.
La propulsion pour la correction de trajectoire à mi-parcours est fournie par un moteur de 224 N de poussée par de l'hydrazine monergol avec commande vectorielle à 4 jets. L'orientation et le contrôle d'attitude sur 3 axes est assurée par 12 jets d'azote couplés à un système de 3 gyroscopes, 4 capteurs solaires primaires, 2 capteurs solaires secondaires, et un capteur terrestre.
L'alimentation électrique est fournie par 9 792 cellules photovoltaïques en silicium sur deux panneaux solaires, ce qui donne une superficie totale de tableau de 2,3 m2 et une production de 200 watts. Deux accumulateurs argent-oxyde de zinc (AgZnO) de 1 200 watts-heures à 26,5 V avec une capacité de 9 heures d'utilisation alimentent chacun des canaux de télévision et de communication. Deux accumulateurs argent-oxyde de zinc (AgZnO) de 1 000 watts-heures emmagasinent la puissance d'exploitation de la sonde lunaire.
Les communications sont assurées par l'antenne quasi-omnidirectionnelle à faible gain et l'antenne parabolique à gain élevée. Les émetteurs à bord du véhicule spatial comprennent un canal de télévision F de 60 watts à 959,52 MHz, un canal de télévision P de 60 watts à 960,05 MHz, et un transpondeur canal 8 de 3 watts à 960,58 MHz. L'équipement de télécommunications convertit le signal vidéo composite des émetteurs des caméras en un signal radio pour la transmission par l'intermédiaire de l'antenne à haut gain du véhicule spatial. La bande passante est prévue pour supporter les séquences rapides des images des caméras de télévision.

## Description des instruments
Le système de télévision consiste en six caméras de télévision Vidicon (construites par RCA) à balayage lent capables de transmettre des images télévisées en plan rapproché à haute résolution de la surface lunaire au cours des dernières minutes de vol avant que la sonde ne percute le sol lunaire. Ces photographies fournissent des informations topographiques à petite échelle nécessaires aux programmes Surveyor et Apollo.
Des vidéos de 2,54 cm de diamètre avec une cible photoconductrice de sulfure d'antimoine et de sulfure d'oxygène (ASOS - Antimony-Sulfide Oxy-Sulfide) sont utilisés pour la détection d'images par les six caméras. Deux canaux de caméra disposant de réseaux de distribution d'énergie indépendants permettent d'obtenir la plus grande fiabilité et probabilité d'obtenir des images vidéo de la plus haute qualité. Le premier canal comporte deux caméras à balayage complet : une caméra à grand angle (champ de vision de 25° et de longueur focale de 25 mm) pour la caméra A et un angle étroit (champ de vision de 8,4° et de longueur focale de 76 mm) pour la caméra B. Ces caméras utilisent une zone d'image active de 11 mm2 contenant 1 150 lignes et balayées en 2,5 secondes. Les cycles de balayage et d'effacement sont conçus pour fonctionner en alternance, ce qui donne des intervalles de 5 secondes entre des images consécutives sur une caméra donnée. L'autre canal a quatre caméras à balayage partiel, deux à angle étroit et deux à grand angle. L'image de ces quatre caméras fait 2,8 mm2 contenant 300 lignes et balayées en 0,2 seconde. L'instrument permet aux champs de vision de la caméra, qui va de 25° à 2,1° de se chevaucher et de produire une séquence d'images « imbriquées ».
Des volets de type à fente à commande électromagnétique exposent les caméras Vidicon. Les images sont focalisées sur la cible Vidicon, constituée d'une couche de matériau photoconducteur chargée initialement par balayage avec un faisceau d'électrons. Un faisceau d'électrons balaye ensuite la surface et recharge le photoconducteur. Le signal vidéo est amplifié plusieurs milliers de fois, envoyé à l'émetteur où les variations d'amplitude sont converties en variations de fréquence, puis directement transmises à la Terre. À la fin de la numérisation active, l'appareil photo entre dans un cycle d'effacement pour le préparer à la prochaine exposition. Douze images du canal P sont exposées entre chaque image du canal F.
Les transmissions vidéo sont envoyées à un récepteur de télévision et enregistrées à la fois sur des enregistreurs cinématographiques kinéscopes et sur des magnétophones à bande magnétique. Un tube à rayons cathodiques reconstruit l'image originale, qui ensuite est photographiée sur un film 35 mm. Les systèmes de caméra à balayage complet et à balayage partiel fonctionnent durant les 19 dernières minutes de vol, soit entre 13 h 49 et 14 h 00 le 24 mars 1965. Un total de 5 814 photographies sont reçues, toutes avec un bon contraste et des ombres élevées. Trois des caméras obtiennent une résolution de 0,3 mètre.

## Déroulement de la mission
Le lanceur Atlas-D # 204 et l'étage Agena B # 6007 lancent la sonde lunaire Ranger 9 sur une orbite terrestre d'attente à 185 km d'altitude de la Terre. Une demi-heure après le lancement, un deuxième allumage du moteur de l'étage Agena B de 90 secondes propulse le véhicule spatial sur une trajectoire de transfert lunaire. Cela est suivi par la séparation de l'étage Agena B et de Ranger 9. Après 70 minutes de vol, la commande est donnée de déployer les panneaux solaires, d'activer le contrôle d'attitude et de passer de l'antenne omnidirectionnelle à l'antenne à gain élevé. La précision de la trajectoire initiale permet de retarder la correction à mi-parcours prévue du 22 au 23 mars, lorsque la manœuvre est ordonnée à 12 h 03 TU. Après l’orientation, une rétro-fusée s'allume durant 31 secondes à 12 h 30 TU et la réorientation terminée, la manœuvre est complétée à 13 h 30 TU.
La sonde lunaire Ranger 9 atteint la Lune le 24 mars 1965. À 13 h 31 TU, une dernière manœuvre est exécutée afin d'orienter le véhicule spatial, pour que les caméras soient plus alignées sur la trajectoire afin d'améliorer la résolution des images. Vingt minutes avant l'impact, le réchauffement du système de caméras en une minute commence. La première image est prise à 13 h 49 min 41 s à 2 363 km de la Lune. La transmission de 5 814 photographies avec un bon contraste est faite au cours des 19 dernières minutes de vol. L'image finale prise avant l'impact a une résolution de 0,3 mètre.
La sonde s'écrase sur le sol lunaire avec une direction asymptotique entrante à un angle de -5,6° par rapport à l'équateur lunaire. Le plan de l'orbite est incliné de 15,6° par rapport à l'équateur lunaire. Après 64,5 heures de vol, l'impact se produit à 14 h 08 min 19,994 s TU à 12,8281 S de latitude et 357,6116 E de longitude (comme déterminé à partir d'images du Lunar Reconnaissance Orbiter) dans le cratère Alphonsus. La vitesse d'impact est de 2,67 km/s. La performance de la sonde lunaire est excellente. Une couverture télévisée en temps réel avec la diffusion en direct sur les réseaux de télévision américains, de nombreuses images du canal F (principalement des images de la caméra B mais également de certaines images de la caméra A) sont fournies pour ce vol.